# Yvonne Hijgenaar
Yvonne Hijgenaar (Alkmaar, 15 mei 1980) is een voormalig Nederlandse baanwielrenster.
Hijgenaar begon met baanwielrennen in 2001. Voordien schaatste ze. Ze zat zelfs in de kernploeg opleiding sprint van de KNSB. Haar schaatshoogtepunt was een gouden medaille op het Nederlandse kampioenschap allround voor neosenioren in 2001. In 2001 kocht ze haar eerste baanwielrenfiets en besloot ze zich volledig te richten op het baanwielrennen. Dit bleek een goede keuze.
Ze heeft in de korte tijd dat ze baanwielrenster is al een mooie erelijst opgebouwd. Haar beste prestaties zijn: winst in 3 wereldbekerwedstrijden op de 500 meter, 5 Nederlandse titels op de 500 meter, 4 Nederlandse titels op de sprint en 3 Nederlandse titels op de Keirin. Ook haalde ze driemaal een medaille op een WK. In 2005 won zij brons op de onderdelen Keirin en de 500 meter sprint en in 2007 samen met Willy Kanis zilver op de team sprint.